# Richiesta di procedimento
La richiesta di procedimento è un istituto giuridico disciplinato dal codice di procedura penale italiano. 
Tale atto è una dichiarazione discrezionale irrevocabile con la quale un organo pubblico estraneo alla organizzazione giudiziaria (il Ministro della giustizia) chiede al P.M. di procedere per un determinato reato elencati negli artt. 8 e 9 commi 2, 3 e 10 del codice penale italiano.

## Casi
Tale istituto viene concretamente posto in essere per quei reati, previsti da leggi speciali, punibili a condizione che venga inoltrata tale richiesta. Questi casi sono disciplinati:
- art. 2 e 3 della legge 25.03.1975 che dà attuazione alla Convenzione per la prevenzione per la repressione dei reati contro le persone internazionalmente protette, compresi gli agenti diplomatici, sottoscritta a New York il 14.12.1973.[1]

- artt. 2 e 3, della legge 26.11.1985, n. 718, che va a ratificare la Convenzione internazionale contro la cattura degli ostaggi, adottata a New York il 18.12.1979.[1]

## Nel procedimento penale militare
Il codice penale militare di pace, prevede l'ipotesi che per procedere a determinati reati, venga richiesta l'autorizzazione al ministro da cui dipende il militare indagato. Se i militari dipendono da ministeri differenti, la competenza spetterà al ministro da cui dipende il militare più alto in grado, o a parità di grado al più anziano. Se hanno concorso alla realizzazione del reato anche persone estranee alle forze armate, l'autorizzazione spetterà al ministro competente per il militare e avrà effetti anche sui civili. Se il colpevole non è un militare, l'autorizzazione spetterà al ministro a cui appartiene il tribunale militare chiamato a giudicare il fatto.

## Giurisprudenza
Tale richiesta può essere formulata anche da un dirigente amministrativo, appositamente delegato dal ministro competente.

## Riferimenti normativi
- Codice di procedura penale
- Codice penale militare di pace
- Codice penale italiano